# Nonnus tegularis
Nonnus tegularis là một loài tò vò trong họ Ichneumonidae.